# Kastrierzange

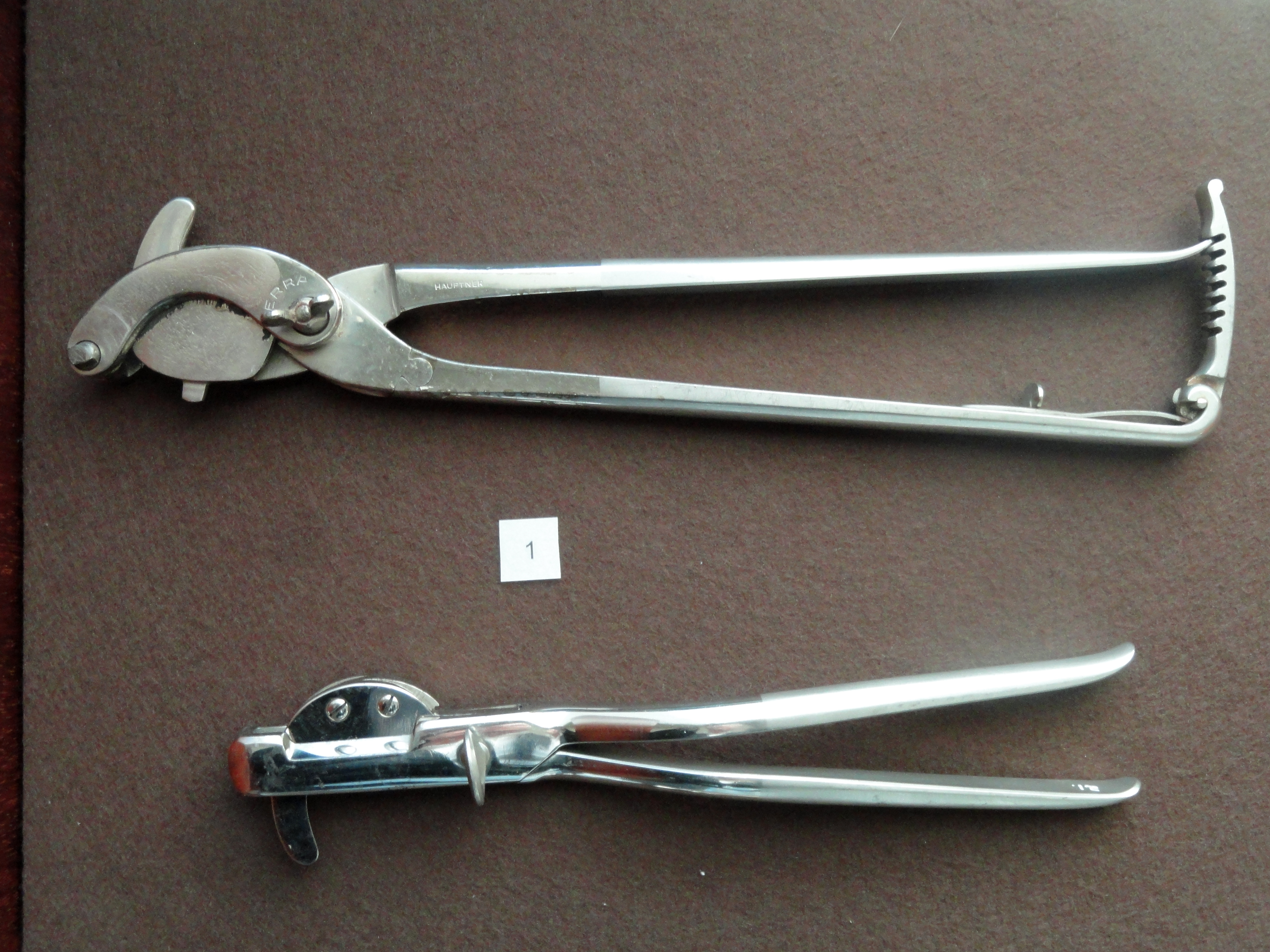
Zwei Kastrierzangen

Die Kastrierzange, Kastrationszange oder der Emaskulator ist ein zangenförmiges Instrument zur Kastration männlicher Großtiere (Hengst, Bulle, Eber, Schafbock).
Es gibt Kastrierzangen mit einfacher Quetschfunktion (Zange nach Sand) oder solche mit kombinierter Quetsch- und Schneidefunktion (Zange nach Reimers, Zange nach Bertschy, Emaskulator nach Hausmann, Kastrierzange Serra). Die Zange wird auf den Samenstrang (Funiculus spermaticus) aufgesetzt und dieser für ein paar Minuten gequetscht, sodass es zu einer Unterbrechung der Blutzufuhr durch die Arteria testicularis kommt. Bei den Kombinationsinstrumenten kann der gequetschte Samenstrang gleich abgesetzt werden.
Die Burdizzo-Zange wird außen am Hodensack angesetzt und der Samenstrang durch die intakte Haut gequetscht („unblutige Kastration“). Mit einem Elastrator werden Gummiringe um die Hodensackbasis platziert und damit die Blutzufuhr zum Hoden unterbunden.